# Il Signore degli Anelli: La battaglia per la Terra di Mezzo 2
Il Signore degli Anelli: La battaglia per la Terra di Mezzo 2 (The Lord of the Rings: The Battle for Middle-earth II) è il seguito del videogioco di strategia in tempo reale Il Signore degli Anelli: La battaglia per la Terra di Mezzo, pubblicato dalla EA Games.
Potendo sfruttare i diritti letterari di J. R. R. Tolkien, acquistati assieme a quelli dei tre film, questo secondo capitolo mette in scena vicende narrate nelle appendici del libro e omesse nell'opera cinematografica.

## Sistema e modalità di gioco
Il gioco mantiene le stesse impostazioni di gioco del capitolo precedente inserendo però delle interessanti novità. 
- Gli eserciti utilizzabili aumentano da quattro a sei, con l'arrivo dei Nani, dei Goblin e degli Elfi, mentre Rohan e Gondor vengono unite per formare l'esercito degli Uomini
- Nuova modalità di gioco Guerra dell'Anello
- Possibilità di crearsi un eroe personalizzato, appartenente a una delle razze del gioco, da utilizzare sia nelle schermaglie sia nella Guerra dell'Anello, ma non nella campagna
- Nuove unità, nuove strutture e nuovi eroi
- Modalità di gioco schermaglia, LAN (rete) e tramite internet (online)

## Campagne
Il giocatore può affrontare due campagne di gioco, una per le forze del bene (Uomini dei Popoli Liberi della Terra di Mezzo, Nani ed Elfi) e una per le forze del male (Mordor, Isengard e i Goblin), ognuna composta di otto missioni. A differenza del predecessore le missioni sono lineari e non è possibile scegliere verso quale territorio dirigersi (cosa invece fattibile nella nuova modalità Guerra dell'Anello).
All'inizio si può scegliere anche il livello di difficoltà in cui si intende affrontare il gioco, suddivisa in quattro categorie (Facile, Normale, Difficile e Brutale).

## Guerra dell'Anello
La modalità Guerra dell'Anello assomiglia molto a Risiko! dove la Terra di Mezzo suddivisa in regioni diventa il tabellone di gioco. Partendo da un singolo territorio sarà possibile far avanzare a turno le proprie armate, costruendo fortezze, caserme e altre truppe per presidiare il territorio o da affiancare agli eroi, fino a quando si decide di invadere le terre del nemico. Si potrà combattere la battaglia in tempo reale oppure utilizzando un sistema di risoluzione automatico.

## Strutture
La novità sostanziale rispetto al primo capitolo è che il posizionamento delle strutture ora avviene più liberamente. Se nel primo capitolo della serie l'edificazione era consentita esclusivamente su dei punti specifici della mappa, ora è possibile farlo praticamente dove lo spazio lo consente. L'edificazione poi è affidata ai costruttori, unità importantissime perché le uniche in grado di produrre edifici (come le ruspe della serie Command & Conquer). La loro funzione è praticamente vitale per l'espansione della base e difenderli diventa imperativo. Perdere i costruttori significa perdere la possibilità di ampliarsi e diminuire drasticamente le possibilità di vittoria.
Le strutture di una base si suddividono principalmente in:
Fortezza: l'unica struttura ampiamente potenziabile con difese e miglioramenti di vario genere, inoltre è possibile produrre altri costruttori e creare e rianimare gli eroi. Ogni fortezza dispone anche di upgrade unici, come la possibilità di diminuire il costo dei potenziamenti delle armature (Isengard) o la capacità di curare gli alleati che si trovano nelle vicinanze (uomini e nani).
Caserma: struttura dove è possibile creare e addestrare unità quali i soldati, lancieri e unità armate di arco e frecce. In base al tipo di esercito selezionato è possibile che gli arcieri siano unità creabili solo costruendo una struttura dedicata.
Scuderia: struttura che permette di addestrare cavalieri, armati sia di spade sia di archi e frecce. La particolarità che contraddistingue la cavalleria è, oltre alla ovvia e superiore velocità di movimento, anche quella di poter travolgere i soldati, ma non i picchieri, unità di fanteria devastanti contro la cavalleria.
Officine: queste strutture permettono sia di realizzare catapulte, trabocchi, arieti e carri da guerra (sempre in base al tipo di esercito utilizzato), sia migliorie come cotte di mithril, martelli d'assedio e pietre infuocate.
Armeria: nell'armeria è possibile aumentare l'efficacia delle armi e la robustezza delle armature. Anche in questo caso, ci sono eserciti dove nell'armeria è possibile potenziare armamenti che in altri invece si può fare nelle strutture dedicate.
Torri: strutture presidiabili da uno o due battaglioni di arcieri. Utili per difendere zone ricche di miniere o attorno alla base. Possono essere potenziate le frecce che lanciano contro i nemici.
Quelle sopra descritte sono le strutture principali riferite in generale agli eserciti del bene. I Goblin per esempio non hanno scuderie ma una struttura chiamata "nido dei ragni", dove si possono addestrare dei goblin in groppa a dei ragni giganti che possiedono caratteristiche simili a quelle dei cavalieri, sia per velocità, danno e punti deboli (proprio come gli Orchi in sella ai warg a Isengard).
Altro esempio è per l'esercito di Mordor, l'unico che non può presidiare le torri con arcieri ma è anche l'unico che dispone degli olifanti, devastanti quando mandati alla carica e presidiati da Haradrim armati di arco e frecce.

## Risorse
La realizzazione di fortezze, la ricerca di nuove tecnologie o la creazione di nuovi soldati ha un costo e, per potersi permettere certe unità o nuove strutture è necessario costruire prima dei pozzi minerari o delle fattorie che generano risorse. Queste importantissime strutture oltre che a produrre risorse aumentano anche i punti di comando, cioè il numero massimo di unità che si possono creare. Il rendimento di queste strutture dipende anche da dove vengono costruite e a che distanza si trovano l'una dall'altra. Più sarà lo spazio libero disponibile attorno a esse e più alta sarà la percentuale di produzione. A differenza di tutte le altre strutture presenti nel gioco (che si potenziano investendo risorse) queste aumentano di livello con il passare del tempo. Raggiunto il livello massimo (liv.3) comparirà anche una forma basilare di difesa, generalmente una piccola torre, utile contro gli avversari più deboli.
I pozzi minerari dei Nani e le gallerie dei Goblin infine hanno in comune una caratteristica unica. Essendo a tutti gli effetti delle miniere, le strutture sono collegate tra loro, facilitando non di poco gli spostamenti dei battaglioni da un pozzo all'altro della mappa.

## Eroi
Nuovi eroi presenti nei romanzi di J. R. R. Tolkien entrano a far parte del gioco, con in più anche l'opzione di crearne altri a piacimento (questi ultimi utilizzabili solo in modalità schermaglia e Guerra dell'Anello) personalizzandone poteri e caratteristiche. Come per il primo episodio il loro ruolo diventa sempre più importante man mano che salgono di livello, potendo sfruttare nuovi e devastanti attacchi.
Molto potenti sono i nani Glóin (padre di Gimli) e re Dáin II Piediferro, dotati di un buon rapporto forza/resistenza, ma in quanto a potere davvero devastante nessuno supera Galadriel e Sauron, selezionabili solo se si riesce a uccidere Gollum, che vaga all'interno dell'area di gioco e diventa visibile solo se le truppe alleate si avvicinano abbastanza a lui. Forse l'unica unità di pari potenza è Tom Bombadil, comunque giocabile per tempo limitato.
Quando le truppe alleate o nemiche raccolgono l'Anello, sulla minimappa l'unità che lo porta è visibile a tutti gli schieramenti: se si riesce a riportare l'Anello a una fortezza alleata, i suddetti Galadriel e Sauron diventano disponibili, la prima per Elfi, Uomini e Nani mentre il secondo per Mordor, Isengard e Goblin.
Galadriel può evocare un enorme tornado, che è possibile controllare a proprio piacimento per tutto il tempo in cui è attivo, in grado di danneggiare e uccidere qualsiasi unità venga risucchiata. La regina degli Elfi è dotata di una buona velocità, ma non di una potente corazza (circa 5 000 energia).
Sauron invece può lanciare un'enorme palla infuocata, simile a quella che lancia la fortezza di Mordor, creando notevoli danni a unità e strutture. Anche se lento, sia per velocità di movimento sia attacco, Sauron è pesantemente corazzato (15 000 energia), e abbatterlo risulta essere ogni volta un'impresa.
L'unico particolare che accomuna Galadriel e Sauron è il potere "genera terrore", che fa letteralmente scappare tutte le unità nemiche che si trovano nelle immediate vicinanze dell'eroe.
Se gli Eroi dell'Anello vengono sconfitti in battaglia, questo cadrà a terra e una nuova fazione potrà impossessarsene.

## Gli eserciti
Gli eserciti utilizzabili sono sei, suddivisi in due grandi fazioni.
Dalla parte del bene ci sono gli Elfi alti (che comprendono Elfi del Lindon e Gran Burrone) e quelli di lothlorien e Bosco Atro guidati da Galadriel e Thranduil uniti in un'unica fazione, gli Uomini di Gondor e di Rohan, guidati da Aragorn e re Théoden (Rohan in questo capitolo è unito con Gondor, ma viene poco rappresentato) e i Nani di Erebor (si presume dei colli Ferrosi e in generale di tutta la Terra di Mezzo) guidati da re Dáin.
Dalla parte del male ci sono gli Uruk-hai e gli uomini selvaggi del Dunland di Isengard sotto il dominio di Saruman, gli Orchi di Mordor i troll da guerra gli uomini di Harad, Rhun e Umbar dell'est guidati (invece di Sauron) sul campo di battaglia dal Re Stregone e dai Nazgûl e dai Numenoreani neri (come bocca di Sauron) e i pochi generali orchetti di cui si fida (tra cui risalta Gothmog che verrà aggiunto nell'espansione del gioco), e i Goblin tra le cui file si trovano troll, ragni e Mezzitroll (ibrido simile agli uruk-hai, nati da un incrocio di Goblin e Orchi, i mezzitroll sono un ibrido fra un orco e un troll) tutti capeggiati da Gorkil Re dei Goblin.

## Le ambientazioni
Il gioco è ambientato sempre nella Terra di Mezzo, ma gli scenari questa volta riprendono battaglie e situazioni non narrate nei film di Peter Jackson. Saranno quindi gli assalti degli eserciti di Mordor alla capitale dei Nani e a Gran Burrone, o la liberazione del Signore dei Draghi a essere il fulcro della narrazione.

## Musiche ed effetti Sonori
Musiche ed effetti in parte sono ripresi dal primo capitolo e dalla trilogia cinematografica.

## Punti Bonus e il Palantír
Il sistema dei punti bonus non si discosta da quello visto nel primo gioco della serie, quindi ogni distruzione di edifici del nemico o uccisione genera un accumulo di un punteggio bonus che appare sullo schermo all'interno del Palantír e, raggiunto un determinato livello permette di sbloccare degli aiuti esterni, molto utili in caso di necessità.
Le novità più interessanti sono l'alluvione degli Elfi, con i cavalli d'acqua che come un fiume in piena spazza via strutture e avversari, il terremoto, il drago sputafuoco e Tom Bombadil che per un certo periodo ci aiuterà a tenere a bada l'avversario, cantando e ballando.